# کمپ اسپرینگز (مریلند)
کمپ اسپرینگز (به انگلیسی: Camp Springs) شهری در ایالت مریلند کشور ایالات متحده آمریکا است که جمعیت آن در سرشماری سال ۲۰۱۰ میلادی، ۱۹٬۰۹۶ نفر بوده‌است.